# Trattato di Aquisgrana (1748)
Il trattato di Aquisgrana del 1748 (detto anche Trattato di Aachen) fu firmato ad Aquisgrana il 18 ottobre 1748, al termine di negoziati iniziati il 24 aprile dello stesso anno, e pose fine alla guerra di successione austriaca.

## Cause della guerra di successione austriaca
La guerra di successione austriaca era motivata da una complessa situazione successoria: l'imperatore germanico Carlo VI d'Asburgo, essendo privo di figli maschi, con la Prammatica Sanzione del 1713 regolava la successione imperiale a vantaggio della figlia Maria Teresa.
Nonostante la precedente approvazione delle potenze europee, alla morte di Carlo VI (19 ottobre 1740) nacque un conflitto europeo scatenato dai disegni annessionistici di Federico II di Prussia, della Spagna, del Regno di Sardegna e dalle aspirazioni alla corona imperiale dell'elettore di Baviera, Carlo VII, e di Augusto III di Sassonia; il conflitto coinvolse anche la Francia e le colonie spagnole, aggredite dalla Gran Bretagna.

## Trattato di pace

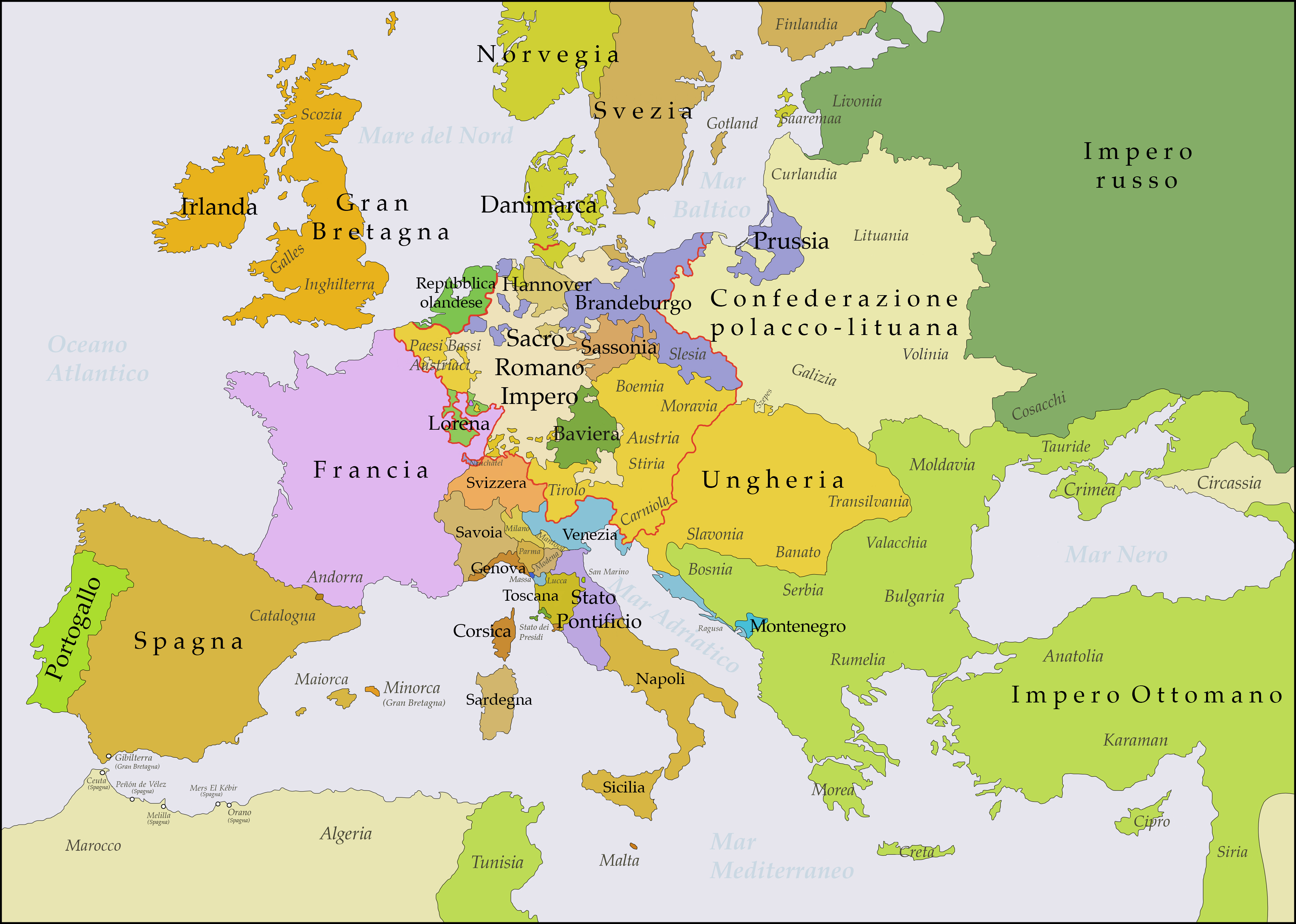
L'Europa dopo il trattato di Aquisgrana del 1748

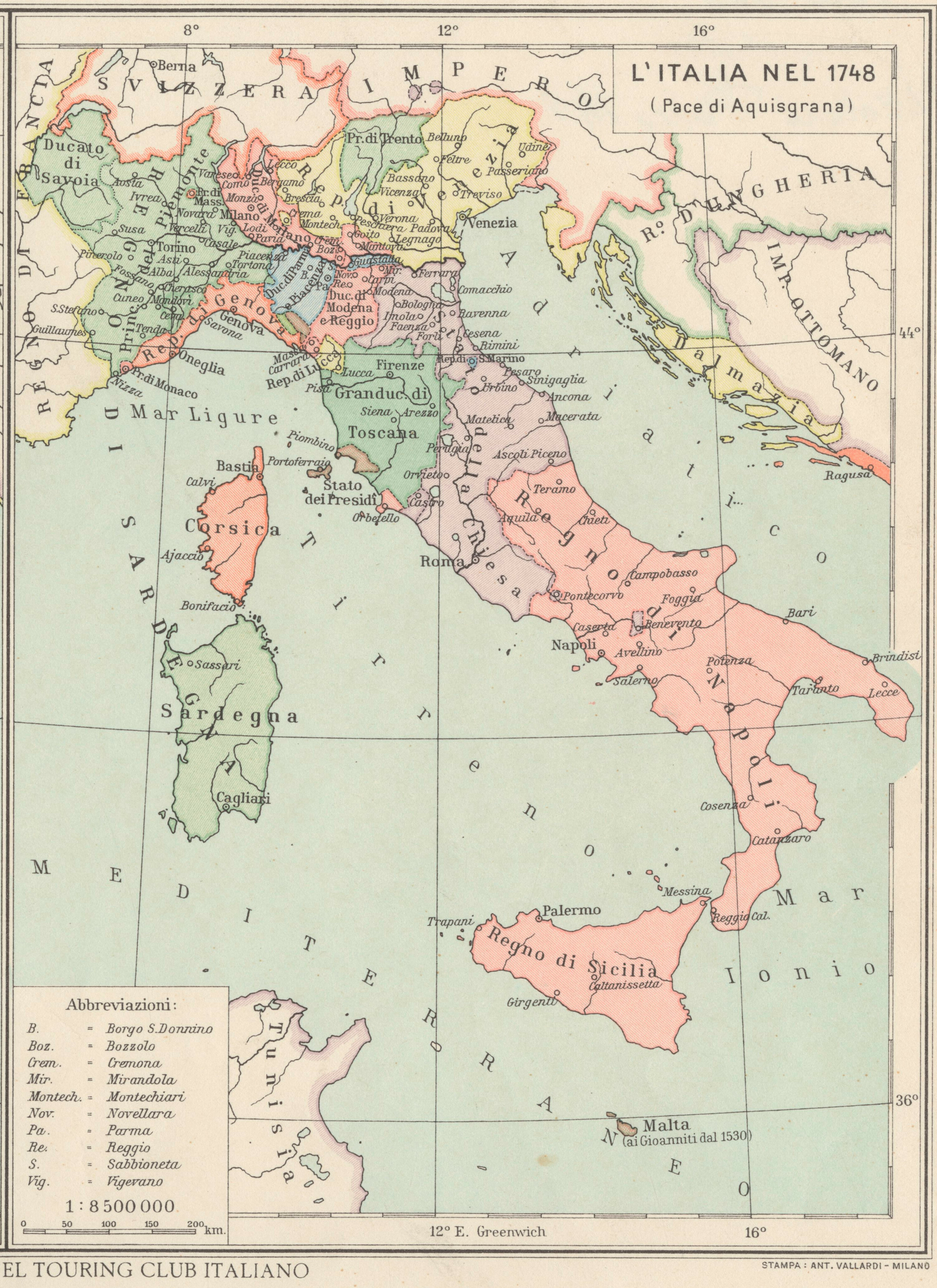
L'Italia dopo il trattato di Aquisgrana del 1748

In base al trattato di Aquisgrana, che pose fine al conflitto, fu confermata la Prammatica Sanzione del 1713 e riconosciuta la coppia imperiale formata da Maria Teresa e Francesco Stefano di Lorena. 
La Francia restituì i Paesi Bassi Meridionali (cioè l'odierno Belgio) all'Austria e accettò il ristabilimento dello status quo nei territori d'Oltremare (scambio di Madras con la Fortezza di Louisbourg; proroga per quattro anni dell'asiento in favore della Gran Bretagna). 
Lo Stato che ottenne il maggior vantaggio fu la Prussia, che annesse definitivamente la ricca regione della Slesia, strappata all'Austria. 
Il trattato attribuì inoltre:
- il Ducato di Parma, Piacenza e Guastalla a Filippo di Borbone, figlio di Filippo V di Spagna e di Elisabetta Farnese;
- le contee di Angera, Vigevano, Voghera e Bobbio, già facenti parte del Ducato di Milano, al re Carlo Emanuele III di Sardegna.